# Bicyclus occidentalis
Bicyclus occidentalis är en fjärilsart som beskrevs av Condamin 1965. Bicyclus occidentalis ingår i släktet Bicyclus och familjen praktfjärilar. Inga underarter finns listade i Catalogue of Life.